# Élections municipales de 2014 dans le Doubs
Les élections municipales dans le Doubs se sont déroulées les 23 et 30 mars 2014.

## Maires sortants et maires élus
Le scrutin est marqué par quelques changements. Montbéliard, seconde ville du département regagnée par le PS en 2008, repasse à droite. La gauche recule en cédant Bavans, Bethoncourt, Hérimoncourt, Maîche, Mandeure et Valentigney. Elle s'impose néanmoins à Etupes et le maire sortant de Besançon est reconduit pour un nouveau mandat. 
| Commune                  | Population | Maire sortant         | Parti | Parti | Maire élu               | Parti | Parti |
| ------------------------ | ---------- | --------------------- | ----- | ----- | ----------------------- | ----- | ----- |
| Audincourt               | 14 966     | Martial Bourquin      |       | PS    | Martial Bourquin        |       | PS    |
| Avanne-Aveney            | 2 323      | Jean-Pierre Taillard  |       | DVG   | Alain Paris             |       | DVG   |
| Baume-les-Dames          | 5 290      | Augustin Guillot      |       | PS    | Arnaud Marthey          |       | PS    |
| Bavans                   | 3 662      | Pierre Kneppert       |       | PS    | Agnès Traversier        |       | DVD   |
| Besançon                 | 115 879    | Jean-Louis Fousseret  |       | PS    | Jean-Louis Fousseret    |       | PS    |
| Bethoncourt              | 5 974      | Thierry Bodin         |       | PS    | Jean André              |       | SE    |
| Charquemont              | 2 491      | Christine Bouquin     |       | DVD   | Christine Bouquin       |       | DVD   |
| Doubs                    | 2 654      | Régis Marceau         |       | UMP   | Régis Marceau           |       | UMP   |
| École-Valentin           | 2 321      | Yves Guyen            |       | UMP   | Yves Guyen              |       | UMP   |
| Étupes                   | 3 557      | Catherine Dessables   |       | UMP   | Philippe Claudel        |       | DVG   |
| Exincourt                | 3 162      | Jean Cuynet           |       | UMP   | Jean Cuynet             |       | UMP   |
| Fesches-le-Châtel        | 2 271      | Charles Demouge       |       | UMP   | Charles Demouge         |       | UMP   |
| Grand-Charmont           | 5 256      | Denis Sommer          |       | PS    | Denis Sommer            |       | PS    |
| Hérimoncourt             | 3 683      | Alain Aubert          |       | PS    | Marie-France Bottarlini |       | DVD   |
| L'Isle-sur-le-Doubs      | 3 145      | Rémy Nappey           |       | PS    | Rémy Nappey             |       | PS    |
| Le Russey                | 2 222      | Gilles Robert         |       | PS    | Gilles Robert           |       | PS    |
| Les Fins                 | 2 938      | Gérard Colard         |       | DVD   | Bruno Todeschini        |       | DVD   |
| Maîche                   | 4 380      | Joseph Parrenin       |       | PS    | Régis Ligier            |       | DVD   |
| Mandeure                 | 4 905      | Joseph Tyrode         |       | PS    | Jean-Pierre Hocquet     |       | DVD   |
| Mathay                   | 2 154      | Daniel Granjon        |       | UMP   | Daniel Granjon          |       | UMP   |
| Miserey-Salines          | 2 167      | Marcel Felt           |       | UMP   | Marcel Felt             |       | UMP   |
| Montbéliard              | 25 974     | Jacques Hélias        |       | PS    | Marie-Noëlle Biguinet   |       | UMP   |
| Montferrand-le-Château   | 2 202      | Pascal Duchezeau      |       | DVG   | Pascal Duchezeau        |       | DVG   |
| Morteau                  | 6 758      | Annie Genevard        |       | UMP   | Annie Genevard          |       | UMP   |
| Ornans                   | 4 223      | Jean-François Longeot |       | UMP   | Jean-François Longeot   |       | UMP   |
| Pirey                    | 2 024      | Robert Stépourjine    |       | UMP   | Robert Stépourjine      |       | UMP   |
| Pont-de-Roide-Vermondans | 4 389      | Denis Arnoux          |       | PG    | Denis Arnoux            |       | PG    |
| Pontarlier               | 17 998     | Patrick Genre         |       | UMP   | Patrick Genre           |       | UMP   |
| Roche-lez-Beaupré        | 2 029      | Stéphane Courbet      |       | DVD   | Jacques Krieger         |       | DVD   |
| Saint-Vit                | 4 763      | Pascal Routhier       |       | UMP   | Pascal Routhier         |       | UMP   |
| Saône                    | 3 301      | Alain Viennet         |       | PS    | Yoran Delarue           |       | DVG   |
| Seloncourt               | 5 924      | Irène Tharin          |       | UMP   | Irène Tharin            |       | UMP   |
| Sochaux                  | 4 027      | Albert Matocq-Grabot  |       | DVG   | Albert Matocq-Grabot    |       | DVG   |
| Thise                    | 3 168      | Bernard Moyse         |       | DVD   | Alain Loriguet          |       | DVD   |
| Valdahon                 | 5 238      | Léon Bessot           |       | PS    | Gérard Limat            |       | PS    |
| Valentigney              | 11 155     | Daniel Petitjean      |       | PS    | Philippe Gautier        |       | UMP   |
| Vieux-Charmont           | 2 566      | Henri-Francis Dufour  |       | PS    | Henri-Francis Dufour    |       | PS    |
| Villers-le-Lac           | 4 445      | Jean Bourgeois        |       | UMP   | Dominique Mollier       |       | UMP   |
| Voujeaucourt             | 3 415      | Martine Voidey        |       | PS    | Martine Voidey          |       | PS    |

### Résultats en nombre de maires
| Partis       | Partis                            | Maires sortants | Maires élus | Évolution     |
| ------------ | --------------------------------- | --------------- | ----------- | ------------- |
|              | Parti socialiste                  | 17              | 9           | 8             |
|              | Divers gauche                     | 2               | 4           | 2             |
|              | Parti communiste français         | 1               | 1           | en stagnation |
|              | Parti de gauche                   | 1               | 1           | en stagnation |
| Total gauche | Total gauche                      | 21              | 15          | 6             |
|              | Union pour un mouvement populaire | 14              | 16          | 2             |
|              | Divers droite                     | 4               | 8           | 4             |
| Total droite | Total droite                      | 18              | 24          | 6             |
| Total        | Total                             | 39              | 39          | -             |

## Résultats dans les communes de plus de2 000 habitants

### Audincourt
- Maire sortant : Martial Bourquin
- 33 sièges à pourvoir au conseil municipal (population légale 2011 : 14 966 habitants)
- 6 sièges à pourvoir au conseil communautaire (CA Pays de Montbéliard Agglomération)

|                          | Martial Bourquin * | PS-PCF-EELV    | 2 468 | 56,81  | 27 | 5 |  |  |
|                          | Christine Besancon | DVD            | 1 301 | 29,94  | 5  | 1 |  |  |
|                          | Vincent Adami      | FG             | 415   | 9,55   | 1  |   |  |  |
|                          | Michel Treppo      | EXG            | 160   | 3,68   |    |   |  |  |
|                          |                    |                |       |        |    |   |  |  |
| Inscrits                 | Inscrits           | Inscrits       | 8 920 | 100,00 |    |   |  |  |
| Abstentions              | Abstentions        | Abstentions    | 4 364 | 48,92  |    |   |  |  |
| Votants                  | Votants            | Votants        | 4 556 | 51,08  |    |   |  |  |
| Blancs et nuls           | Blancs et nuls     | Blancs et nuls | 212   | 4,65   |    |   |  |  |
| Exprimés                 | Exprimés           | Exprimés       | 4 344 | 95,35  |    |   |  |  |
| * Liste du maire sortant |                    |                |       |        |    |   |  |  |

### Avanne-Aveney
- Maire sortant : Jean-Pierre Taillard
- 19 sièges à pourvoir au conseil municipal (population légale 2011 : 2 323 habitants)
- 2 sièges à pourvoir au conseil communautaire (CU Grand Besançon Métropole)

|                | Alain Paris    | SE             | 548   | 51,79  | 15 | 2 |  |  |
|                | Joël Godard    | SE             | 510   | 48,20  | 4  |   |  |  |
|                |                |                |       |        |    |   |  |  |
| Inscrits       | Inscrits       | Inscrits       | 1 546 | 100,00 |    |   |  |  |
| Abstentions    | Abstentions    | Abstentions    | 448   | 28,98  |    |   |  |  |
| Votants        | Votants        | Votants        | 1 098 | 71,02  |    |   |  |  |
| Blancs et nuls | Blancs et nuls | Blancs et nuls | 40    | 3,64   |    |   |  |  |
| Exprimés       | Exprimés       | Exprimés       | 1 058 | 96,36  |    |   |  |  |

### Baume-les-Dames
- Maire sortant : Augustin Guillot
- 29 sièges à pourvoir au conseil municipal (population légale 2011 : 5 290 habitants)
- 17 sièges à pourvoir au conseil communautaire (CC du Doubs Baumois)

|                | Arnaud Marthey   | PS             | 1 475 | 55,59  | 23 | 14 |  |  |
|                | Sébastien Perrin | UMP            | 1 178 | 44,40  | 6  | 3  |  |  |
|                |                  |                |       |        |    |    |  |  |
| Inscrits       | Inscrits         | Inscrits       | 3 868 | 100,00 |    |    |  |  |
| Abstentions    | Abstentions      | Abstentions    | 1 101 | 28,46  |    |    |  |  |
| Votants        | Votants          | Votants        | 2 767 | 71,54  |    |    |  |  |
| Blancs et nuls | Blancs et nuls   | Blancs et nuls | 114   | 4,12   |    |    |  |  |
| Exprimés       | Exprimés         | Exprimés       | 2 653 | 95,88  |    |    |  |  |

### Bavans
- Maire sortant : Pierre Kneppert
- 27 sièges à pourvoir au conseil municipal (population légale 2011 : 3 662 habitants)
- 2 sièges à pourvoir au conseil communautaire (CA Pays de Montbéliard Agglomération)

| Tête de liste            | Tête de liste     | Liste          | Premier tour | Premier tour | Second tour | Second tour | Sièges | Sièges |
| Tête de liste            | Tête de liste     | Liste          | Voix         | %            | Voix        | %           | CM     | CC     |
| ------------------------ | ----------------- | -------------- | ------------ | ------------ | ----------- | ----------- | ------ | ------ |
|                          | Agnès Traversier  | DVD            | 746          | 41,35        | 975         | 52,16       | 21     | 2      |
|                          | Pierre Kneppert * | DVG            | 646          | 35,80        | 894         | 47,83       | 6      |        |
|                          | Jean-Yves Burette | DVD            | 412          | 22,83        |             |             |        |        |
|                          |                   |                |              |              |             |             |        |        |
| Inscrits                 | Inscrits          | Inscrits       | 2 721        | 100,00       | 2 721       | 100,00      |        |        |
| Abstentions              | Abstentions       | Abstentions    | 821          | 30,17        | 739         | 27,16       |        |        |
| Votants                  | Votants           | Votants        | 1 900        | 69,83        | 1 982       | 72,84       |        |        |
| Blancs et nuls           | Blancs et nuls    | Blancs et nuls | 96           | 5,05         | 113         | 5,70        |        |        |
| Exprimés                 | Exprimés          | Exprimés       | 1 804        | 94,95        | 1 869       | 94,30       |        |        |
| * Liste du maire sortant |                   |                |              |              |             |             |        |        |

### Besançon
- Maire sortant : Jean-Louis Fousseret (PS)
- 55 sièges à pourvoir au conseil municipal (population légale 2011 : 115 879 habitants)
- 55 sièges à pourvoir au conseil communautaire (CU Grand Besançon Métropole)

| Tête de liste            | Tête de liste          | Liste          | Premier tour | Premier tour | Second tour | Second tour | Sièges | Sièges |
| Tête de liste            | Tête de liste          | Liste          | Voix         | %            | Voix        | %           | CM     | CC     |
| ------------------------ | ---------------------- | -------------- | ------------ | ------------ | ----------- | ----------- | ------ | ------ |
|                          | Jean-Louis Fousseret * | PS-PCF-EELV    | 12 191       | 33,63        | 17 943      | 47,38       | 41     | 41     |
|                          | Jacques Grosperrin     | UMP-UDI-MoDem  | 11 470       | 31,64        | 16 814      | 44,40       | 12     | 12     |
|                          | Philippe Mougin        | FN             | 4 263        | 11,76        | 3 106       | 8,20        | 2      | 2      |
|                          | Emmanuel Girod         | FG             | 2 582        | 7,12         |             |             |        |        |
|                          | Frank Monneur          | DVG            | 2 255        | 6,22         |             |             |        |        |
|                          | Jean-François Humbert  | UMP diss.      | 1 452        | 4,00         |             |             |        |        |
|                          | Lazhar Hakkar          | DVG            | 899          | 2,48         |             |             |        |        |
|                          | Nicole Friess          | LO             | 518          | 1,42         |             |             |        |        |
|                          | Apolline Trioulaire    | POI            | 354          | 0,97         |             |             |        |        |
|                          | Ismäel Boudjekada      | DVG            | 264          | 0,72         |             |             |        |        |
|                          |                        |                |              |              |             |             |        |        |
| Inscrits                 | Inscrits               | Inscrits       | 69 143       | 100,00       | 69 146      | 100,00      |        |        |
| Abstentions              | Abstentions            | Abstentions    | 31 738       | 45,90        | 29 608      | 42,82       |        |        |
| Votants                  | Votants                | Votants        | 37 405       | 54,10        | 39 538      | 57,18       |        |        |
| Blancs et nuls           | Blancs et nuls         | Blancs et nuls | 1 157        | 3,09         | 1 675       | 4,24        |        |        |
| Exprimés                 | Exprimés               | Exprimés       | 36 248       | 96,91        | 37 863      | 95,76       |        |        |
| * Liste du maire sortant |                        |                |              |              |             |             |        |        |

### Bethoncourt
- Maire sortant : Thierry Bodin
- 29 sièges à pourvoir au conseil municipal (population légale 2011 : 5 974 habitants)
- 3 sièges à pourvoir au conseil communautaire (CA Pays de Montbéliard Agglomération)

| Tête de liste            | Tête de liste     | Liste          | Premier tour | Premier tour | Second tour | Second tour | Sièges | Sièges |
| Tête de liste            | Tête de liste     | Liste          | Voix         | %            | Voix        | %           | CM     | CC     |
| ------------------------ | ----------------- | -------------- | ------------ | ------------ | ----------- | ----------- | ------ | ------ |
|                          | Thierry Bodin *   | DVG            | 660          | 40,17        | 895         | 49,77       | 7      | 1      |
|                          | Jean André        | Divers droite  | 656          | 39,92        | 903         | 50,22       | 22     | 2      |
|                          | Jean-Pierre Lehec | DVG            | 327          | 19,90        |             |             |        |        |
|                          |                   |                |              |              |             |             |        |        |
| Inscrits                 | Inscrits          | Inscrits       | 3 348        | 100,00       | 3 347       | 100,00      |        |        |
| Abstentions              | Abstentions       | Abstentions    | 1 582        | 47,25        | 1 439       | 42,99       |        |        |
| Votants                  | Votants           | Votants        | 1 766        | 52,75        | 1 908       | 57,01       |        |        |
| Blancs et nuls           | Blancs et nuls    | Blancs et nuls | 123          | 6,96         | 110         | 5,77        |        |        |
| Exprimés                 | Exprimés          | Exprimés       | 1 643        | 93,04        | 1 798       | 94,23       |        |        |
| * Liste du maire sortant |                   |                |              |              |             |             |        |        |

### Charquemont
- Maire sortant : Christine Bouquin
- 19 sièges à pourvoir au conseil municipal (population légale 2011 : 2 491 habitants)
- 6 sièges à pourvoir au conseil communautaire (CC du Pays de Maîche)

|                          | Christine Bouquin * | DVD            | 719   | 100,00 | 19 | 6 |  |  |
|                          |                     |                |       |        |    |   |  |  |
| Inscrits                 | Inscrits            | Inscrits       | 1 818 | 100,00 |    |   |  |  |
| Abstentions              | Abstentions         | Abstentions    | 771   | 42,41  |    |   |  |  |
| Votants                  | Votants             | Votants        | 1 047 | 57,59  |    |   |  |  |
| Blancs et nuls           | Blancs et nuls      | Blancs et nuls | 328   | 31,33  |    |   |  |  |
| Exprimés                 | Exprimés            | Exprimés       | 719   | 68,67  |    |   |  |  |
| * Liste du maire sortant |                     |                |       |        |    |   |  |  |

### Doubs
- Maire sortant : Régis Marceau
- 23 sièges à pourvoir au conseil municipal (population légale 2011 : 2 654 habitants)
- 5 sièges à pourvoir au conseil communautaire (CC du Grand Pontarlier)

|                          | Régis Marceau * | UMP            | 843   | 100,00 | 23 | 5 |  |  |
|                          |                 |                |       |        |    |   |  |  |
| Inscrits                 | Inscrits        | Inscrits       | 1 868 | 100,00 |    |   |  |  |
| Abstentions              | Abstentions     | Abstentions    | 804   | 43,04  |    |   |  |  |
| Votants                  | Votants         | Votants        | 1 064 | 56,96  |    |   |  |  |
| Blancs et nuls           | Blancs et nuls  | Blancs et nuls | 221   | 20,77  |    |   |  |  |
| Exprimés                 | Exprimés        | Exprimés       | 843   | 79,23  |    |   |  |  |
| * Liste du maire sortant |                 |                |       |        |    |   |  |  |

### École-Valentin
- Maire sortant : Yves Guyen
- 19 sièges à pourvoir au conseil municipal (population légale 2011 : 2 321 habitants)
- 2 sièges à pourvoir au conseil communautaire (CU Grand Besançon Métropole)

|                          | Yves Guyen *   | UMP            | 589   | 57,57  | 15 | 2 |  |  |
|                          | André Racine   | DVG            | 434   | 42,42  | 4  |   |  |  |
|                          |                |                |       |        |    |   |  |  |
| Inscrits                 | Inscrits       | Inscrits       | 1 620 | 100,00 |    |   |  |  |
| Abstentions              | Abstentions    | Abstentions    | 536   | 33,09  |    |   |  |  |
| Votants                  | Votants        | Votants        | 1 084 | 66,91  |    |   |  |  |
| Blancs et nuls           | Blancs et nuls | Blancs et nuls | 61    | 5,63   |    |   |  |  |
| Exprimés                 | Exprimés       | Exprimés       | 1 023 | 94,37  |    |   |  |  |
| * Liste du maire sortant |                |                |       |        |    |   |  |  |

### Étupes
- Maire sortant : Catherine Dessables
- 27 sièges à pourvoir au conseil municipal (population légale 2011 : 3 557 habitants)
- 2 sièges à pourvoir au conseil communautaire (CA Pays de Montbéliard Agglomération)

|                          | Philippe Claudel      | DVG            | 1 017 | 61,37  | 22 | 2 |  |  |
|                          | Catherine Dessables * | UMP-UDI        | 640   | 38,62  | 5  |   |  |  |
|                          |                       |                |       |        |    |   |  |  |
| Inscrits                 | Inscrits              | Inscrits       | 2 570 | 100,00 |    |   |  |  |
| Abstentions              | Abstentions           | Abstentions    | 792   | 30,82  |    |   |  |  |
| Votants                  | Votants               | Votants        | 1 778 | 69,18  |    |   |  |  |
| Blancs et nuls           | Blancs et nuls        | Blancs et nuls | 121   | 6,81   |    |   |  |  |
| Exprimés                 | Exprimés              | Exprimés       | 1 657 | 93,19  |    |   |  |  |
| * Liste du maire sortant |                       |                |       |        |    |   |  |  |

### Exincourt
- Maire sortant : Jean Cuynet
- 23 sièges à pourvoir au conseil municipal (population légale 2011 : 3 162 habitants)
- 2 sièges à pourvoir au conseil communautaire (CA Pays de Montbéliard Agglomération)

|                          | Jean Cuynet *    | DVD            | 894   | 56,36  | 18 | 2 |  |  |
|                          | Claude Nicoletti | DVG            | 692   | 43,63  | 5  |   |  |  |
|                          |                  |                |       |        |    |   |  |  |
| Inscrits                 | Inscrits         | Inscrits       | 2 422 | 100,00 |    |   |  |  |
| Abstentions              | Abstentions      | Abstentions    | 778   | 32,12  |    |   |  |  |
| Votants                  | Votants          | Votants        | 1 644 | 67,88  |    |   |  |  |
| Blancs et nuls           | Blancs et nuls   | Blancs et nuls | 58    | 3,53   |    |   |  |  |
| Exprimés                 | Exprimés         | Exprimés       | 1 586 | 96,47  |    |   |  |  |
| * Liste du maire sortant |                  |                |       |        |    |   |  |  |

### Fesches-le-Châtel
- Maire sortant : Charles Demouge
- 19 sièges à pourvoir au conseil municipal (population légale 2011 : 2 271 habitants)
- 2 sièges à pourvoir au conseil communautaire (CA Pays de Montbéliard Agglomération)

|                          | Charles Demouge * | DVD            | 791   | 100,00 | 19 | 2 |  |  |
|                          |                   |                |       |        |    |   |  |  |
| Inscrits                 | Inscrits          | Inscrits       | 1 580 | 100,00 |    |   |  |  |
| Abstentions              | Abstentions       | Abstentions    | 610   | 38,61  |    |   |  |  |
| Votants                  | Votants           | Votants        | 970   | 61,39  |    |   |  |  |
| Blancs et nuls           | Blancs et nuls    | Blancs et nuls | 179   | 18,45  |    |   |  |  |
| Exprimés                 | Exprimés          | Exprimés       | 791   | 81,55  |    |   |  |  |
| * Liste du maire sortant |                   |                |       |        |    |   |  |  |

### Grand-Charmont
- Maire sortant : Denis Sommer
- 29 sièges à pourvoir au conseil municipal (population légale 2011 : 5 256 habitants)
- 3 sièges à pourvoir au conseil communautaire (CA Pays de Montbéliard Agglomération)

|                          | Denis Sommer *   | PS             | 1 181 | 65,53  | 24 | 3 |  |  |
|                          | Robert Grillon   | DVD            | 501   | 27,80  | 4  |   |  |  |
|                          | Christian Driano | LO             | 120   | 6,65   | 1  |   |  |  |
|                          |                  |                |       |        |    |   |  |  |
| Inscrits                 | Inscrits         | Inscrits       | 3 211 | 100,00 |    |   |  |  |
| Abstentions              | Abstentions      | Abstentions    | 1 327 | 41,33  |    |   |  |  |
| Votants                  | Votants          | Votants        | 1 884 | 58,67  |    |   |  |  |
| Blancs et nuls           | Blancs et nuls   | Blancs et nuls | 82    | 4,35   |    |   |  |  |
| Exprimés                 | Exprimés         | Exprimés       | 1 802 | 95,65  |    |   |  |  |
| * Liste du maire sortant |                  |                |       |        |    |   |  |  |

### Hérimoncourt
- Maire sortant : Alain Aubert
- 27 sièges à pourvoir au conseil municipal (population légale 2011 : 3 683 habitants)
- 2 sièges à pourvoir au conseil communautaire (CA Pays de Montbéliard Agglomération)

|                          | Marie-France Bottarlini | DVD            | 735   | 52,87  | 21 | 2 |  |  |
|                          | Alain Aubert *          | DVG            | 655   | 47,12  | 6  |   |  |  |
|                          |                         |                |       |        |    |   |  |  |
| Inscrits                 | Inscrits                | Inscrits       | 2 570 | 100,00 |    |   |  |  |
| Abstentions              | Abstentions             | Abstentions    | 1 084 | 42,18  |    |   |  |  |
| Votants                  | Votants                 | Votants        | 1 486 | 57,82  |    |   |  |  |
| Blancs et nuls           | Blancs et nuls          | Blancs et nuls | 96    | 6,46   |    |   |  |  |
| Exprimés                 | Exprimés                | Exprimés       | 1 390 | 93,54  |    |   |  |  |
| * Liste du maire sortant |                         |                |       |        |    |   |  |  |

### L'Isle-sur-le-Doubs
- Maire sortant : Rémy Nappey
- 23 sièges à pourvoir au conseil municipal (population légale 2011 : 3 145 habitants)
- 16 sièges à pourvoir au conseil communautaire (CC des Deux Vallées Vertes)

|                          | Rémy Nappey *   | DVG            | 987   | 63,67  | 19 | 13 |  |  |
|                          | Fabrice Frichet | SE             | 563   | 36,32  | 4  | 3  |  |  |
|                          |                 |                |       |        |    |    |  |  |
| Inscrits                 | Inscrits        | Inscrits       | 2 038 | 100,00 |    |    |  |  |
| Abstentions              | Abstentions     | Abstentions    | 398   | 19,53  |    |    |  |  |
| Votants                  | Votants         | Votants        | 1 640 | 80,47  |    |    |  |  |
| Blancs et nuls           | Blancs et nuls  | Blancs et nuls | 90    | 5,49   |    |    |  |  |
| Exprimés                 | Exprimés        | Exprimés       | 1 550 | 94,51  |    |    |  |  |
| * Liste du maire sortant |                 |                |       |        |    |    |  |  |

### Le Russey
- Maire sortant : Gilles Robert
- 19 sièges à pourvoir au conseil municipal (population légale 2011 : 2 222 habitants)
- 9 sièges à pourvoir au conseil communautaire (CC du Plateau du Russey)

|                          | Gilles Robert * | PS             | 596   | 100,00 | 19 | 9 |  |  |
|                          |                 |                |       |        |    |   |  |  |
| Inscrits                 | Inscrits        | Inscrits       | 1 657 | 100,00 |    |   |  |  |
| Abstentions              | Abstentions     | Abstentions    | 687   | 41,46  |    |   |  |  |
| Votants                  | Votants         | Votants        | 970   | 58,54  |    |   |  |  |
| Blancs et nuls           | Blancs et nuls  | Blancs et nuls | 374   | 38,56  |    |   |  |  |
| Exprimés                 | Exprimés        | Exprimés       | 596   | 61,44  |    |   |  |  |
| * Liste du maire sortant |                 |                |       |        |    |   |  |  |

### Les Fins
- Maire sortant : Gérard Colard
- 23 sièges à pourvoir au conseil municipal (population légale 2011 : 2 938 habitants)
- 4 sièges à pourvoir au conseil communautaire (CC du Val de Morteau)

|                | Bruno Todeschini | DVD            | 766   | 100,00 | 23 | 4 |  |  |
|                |                  |                |       |        |    |   |  |  |
| Inscrits       | Inscrits         | Inscrits       | 2 081 | 100,00 |    |   |  |  |
| Abstentions    | Abstentions      | Abstentions    | 850   | 40,85  |    |   |  |  |
| Votants        | Votants          | Votants        | 1 231 | 59,15  |    |   |  |  |
| Blancs et nuls | Blancs et nuls   | Blancs et nuls | 465   | 37,77  |    |   |  |  |
| Exprimés       | Exprimés         | Exprimés       | 766   | 62,23  |    |   |  |  |

### Maîche
- Maire sortant : Joseph Parrenin
- 27 sièges à pourvoir au conseil municipal (population légale 2011 : 4 380 habitants)
- 10 sièges à pourvoir au conseil communautaire (CC du Pays de Maîche)

|                          | Régis Ligier      | DVD            | 1 008 | 56,06  | 21 | 8 |  |  |
|                          | Joseph Parrenin * | PS             | 790   | 43,93  | 6  | 2 |  |  |
|                          |                   |                |       |        |    |   |  |  |
| Inscrits                 | Inscrits          | Inscrits       | 2 809 | 100,00 |    |   |  |  |
| Abstentions              | Abstentions       | Abstentions    | 938   | 33,39  |    |   |  |  |
| Votants                  | Votants           | Votants        | 1 871 | 66,61  |    |   |  |  |
| Blancs et nuls           | Blancs et nuls    | Blancs et nuls | 73    | 3,90   |    |   |  |  |
| Exprimés                 | Exprimés          | Exprimés       | 1 798 | 96,10  |    |   |  |  |
| * Liste du maire sortant |                   |                |       |        |    |   |  |  |

### Mandeure
- Maire sortant : Joseph Tyrode
- 27 sièges à pourvoir au conseil municipal (population légale 2011 : 4 905 habitants)
- 3 sièges à pourvoir au conseil communautaire (CA Pays de Montbéliard Agglomération)

|                          | Jean-Pierre Hocquet | DVD            | 1 020 | 50,47  | 21 | 2 |  |  |
|                          | Joseph Tyrode *     | PS             | 1 001 | 49,52  | 6  | 1 |  |  |
|                          |                     |                |       |        |    |   |  |  |
| Inscrits                 | Inscrits            | Inscrits       | 3 352 | 100,00 |    |   |  |  |
| Abstentions              | Abstentions         | Abstentions    | 1 175 | 35,05  |    |   |  |  |
| Votants                  | Votants             | Votants        | 2 177 | 64,95  |    |   |  |  |
| Blancs et nuls           | Blancs et nuls      | Blancs et nuls | 156   | 7,17   |    |   |  |  |
| Exprimés                 | Exprimés            | Exprimés       | 2 021 | 92,83  |    |   |  |  |
| * Liste du maire sortant |                     |                |       |        |    |   |  |  |

### Mathay
- Maire sortant : Daniel Granjon
- 19 sièges à pourvoir au conseil municipal (population légale 2011 : 2 154 habitants)
- 2 sièges à pourvoir au conseil communautaire (CA Pays de Montbéliard Agglomération)

|                          | Daniel Granjon *    | UMP            | 874   | 70,31  | 17 | 2 |  |  |
|                          | Françoise Schneuwly | DVG            | 369   | 29,68  | 2  |   |  |  |
|                          |                     |                |       |        |    |   |  |  |
| Inscrits                 | Inscrits            | Inscrits       | 1 802 | 100,00 |    |   |  |  |
| Abstentions              | Abstentions         | Abstentions    | 518   | 28,75  |    |   |  |  |
| Votants                  | Votants             | Votants        | 1 284 | 71,25  |    |   |  |  |
| Blancs et nuls           | Blancs et nuls      | Blancs et nuls | 41    | 3,19   |    |   |  |  |
| Exprimés                 | Exprimés            | Exprimés       | 1 243 | 96,81  |    |   |  |  |
| * Liste du maire sortant |                     |                |       |        |    |   |  |  |

### Miserey-Salines
- Maire sortant : Marcel Felt
- 19 sièges à pourvoir au conseil municipal (population légale 2011 : 2 167 habitants)
- 2 sièges à pourvoir au conseil communautaire (CU Grand Besançon Métropole)

|                          | Marcel Felt *  | DVD            | 821   | 69,81  | 16 | 2 |  |  |
|                          | Michel Lambey  | SE             | 355   | 30,18  | 3  |   |  |  |
|                          |                |                |       |        |    |   |  |  |
| Inscrits                 | Inscrits       | Inscrits       | 1 761 | 100,00 |    |   |  |  |
| Abstentions              | Abstentions    | Abstentions    | 561   | 31,86  |    |   |  |  |
| Votants                  | Votants        | Votants        | 1 200 | 68,14  |    |   |  |  |
| Blancs et nuls           | Blancs et nuls | Blancs et nuls | 24    | 2,00   |    |   |  |  |
| Exprimés                 | Exprimés       | Exprimés       | 1 176 | 98,00  |    |   |  |  |
| * Liste du maire sortant |                |                |       |        |    |   |  |  |

### Montbéliard
- Maire sortant : Jacques Hélias (PS)
- 35 sièges à pourvoir au conseil municipal (population légale 2011 : 25 974 habitants)
- 10 sièges à pourvoir au conseil communautaire (CA Pays de Montbéliard Agglomération)

| Tête de liste            | Tête de liste         | Liste          | Premier tour | Premier tour | Second tour | Second tour | Sièges | Sièges |
| Tête de liste            | Tête de liste         | Liste          | Voix         | %            | Voix        | %           | CM     | CC     |
| ------------------------ | --------------------- | -------------- | ------------ | ------------ | ----------- | ----------- | ------ | ------ |
|                          | Marie-Noëlle Biguinet | UMP            | 3 358        | 41,29        | 4 264       | 50,19       | 27     | 8      |
|                          | Jacques Hélias *      | PS-PCF-EELV    | 1 984        | 24,40        | 2 354       | 27,71       | 5      | 2      |
|                          | Sophie Montel         | FN             | 1 376        | 16,92        | 1 020       | 12,00       | 2      |        |
|                          | Ilker Ciftci          | SE             | 851          | 10,46        | 857         | 10,08       | 1      |        |
|                          | Franck Plain          | EXG            | 290          | 3,56         |             |             |        |        |
|                          | Alain Chaneaux        | UDI            | 272          | 3,34         |             |             |        |        |
|                          |                       |                |              |              |             |             |        |        |
| Inscrits                 | Inscrits              | Inscrits       | 14 910       | 100,00       | 14 910      | 100,00      |        |        |
| Abstentions              | Abstentions           | Abstentions    | 6 365        | 42,69        | 6 097       | 40,89       |        |        |
| Votants                  | Votants               | Votants        | 8 545        | 57,31        | 8 813       | 59,11       |        |        |
| Blancs et nuls           | Blancs et nuls        | Blancs et nuls | 414          | 4,84         | 318         | 3,61        |        |        |
| Exprimés                 | Exprimés              | Exprimés       | 8 131        | 95,16        | 8 495       | 96,39       |        |        |
| * Liste du maire sortant |                       |                |              |              |             |             |        |        |

### Montferrand-le-Château
- Maire sortant : Pascal Duchezeau
- 19 sièges à pourvoir au conseil municipal (population légale 2011 : 2 202 habitants)
- 2 sièges à pourvoir au conseil communautaire (CU Grand Besançon Métropole)

|                          | Pascal Duchezeau * | SE             | 540   | 50,42  | 15 | 2 |  |  |
|                          | Claude Hager       | UMP            | 318   | 29,69  | 2  |   |  |  |
|                          | Séverine Monllor   | SE             | 213   | 19,88  | 2  |   |  |  |
|                          |                    |                |       |        |    |   |  |  |
| Inscrits                 | Inscrits           | Inscrits       | 1 498 | 100,00 |    |   |  |  |
| Abstentions              | Abstentions        | Abstentions    | 400   | 26,70  |    |   |  |  |
| Votants                  | Votants            | Votants        | 1 098 | 73,30  |    |   |  |  |
| Blancs et nuls           | Blancs et nuls     | Blancs et nuls | 27    | 2,46   |    |   |  |  |
| Exprimés                 | Exprimés           | Exprimés       | 1 071 | 97,54  |    |   |  |  |
| * Liste du maire sortant |                    |                |       |        |    |   |  |  |

### Morteau
- Maire sortant : Annie Genevard
- 29 sièges à pourvoir au conseil municipal (population légale 2011 : 6 758 habitants)
- 9 sièges à pourvoir au conseil communautaire (CC du Val de Morteau)

|                          | Annie Genevard * | UMP            | 1 618 | 67,52  | 25 | 8 |  |  |
|                          | Claude Faivre    | DVG            | 778   | 32,47  | 4  | 1 |  |  |
|                          |                  |                |       |        |    |   |  |  |
| Inscrits                 | Inscrits         | Inscrits       | 4 600 | 100,00 |    |   |  |  |
| Abstentions              | Abstentions      | Abstentions    | 2 039 | 44,33  |    |   |  |  |
| Votants                  | Votants          | Votants        | 2 561 | 55,67  |    |   |  |  |
| Blancs et nuls           | Blancs et nuls   | Blancs et nuls | 165   | 6,44   |    |   |  |  |
| Exprimés                 | Exprimés         | Exprimés       | 2 396 | 93,56  |    |   |  |  |
| * Liste du maire sortant |                  |                |       |        |    |   |  |  |

### Ornans
- Maire sortant : Jean-François Longeot
- 27 sièges à pourvoir au conseil municipal (population légale 2011 : 4 223 habitants)
- 14 sièges à pourvoir au conseil communautaire (CC Loue-Lison)

|                          | Jean-François Longeot * | UMP            | 1 462 | 67,12  | 23 | 12 |  |  |
|                          | Isabelle Guillame       | DVG            | 513   | 23,55  | 3  | 2  |  |  |
|                          | Georges Philippe        | SE             | 203   | 9,32   | 1  |    |  |  |
|                          |                         |                |       |        |    |    |  |  |
| Inscrits                 | Inscrits                | Inscrits       | 3 185 | 100,00 |    |    |  |  |
| Abstentions              | Abstentions             | Abstentions    | 941   | 29,54  |    |    |  |  |
| Votants                  | Votants                 | Votants        | 2 244 | 70,46  |    |    |  |  |
| Blancs et nuls           | Blancs et nuls          | Blancs et nuls | 66    | 2,94   |    |    |  |  |
| Exprimés                 | Exprimés                | Exprimés       | 2 178 | 97,06  |    |    |  |  |
| * Liste du maire sortant |                         |                |       |        |    |    |  |  |

### Pirey
- Maire sortant : Robert Stépourjine
- 19 sièges à pourvoir au conseil municipal (population légale 2011 : 2 024 habitants)
- 2 sièges à pourvoir au conseil communautaire (CU Grand Besançon Métropole)

|                          | Robert Stépourjine * | UMP            | 604   | 100,00 | 19 | 2 |  |  |
|                          |                      |                |       |        |    |   |  |  |
| Inscrits                 | Inscrits             | Inscrits       | 1 402 | 100,00 |    |   |  |  |
| Abstentions              | Abstentions          | Abstentions    | 530   | 37,80  |    |   |  |  |
| Votants                  | Votants              | Votants        | 872   | 62,20  |    |   |  |  |
| Blancs et nuls           | Blancs et nuls       | Blancs et nuls | 268   | 30,73  |    |   |  |  |
| Exprimés                 | Exprimés             | Exprimés       | 604   | 69,27  |    |   |  |  |
| * Liste du maire sortant |                      |                |       |        |    |   |  |  |

### Pont-de-Roide-Vermondans
- Maire sortant : Denis Arnoux
- 27 sièges à pourvoir au conseil municipal (population légale 2011 : 4 389 habitants)
- 10 sièges à pourvoir au conseil communautaire (CA Pays de Montbéliard Agglomération)

|                          | Denis Arnoux * | PG             | 1 445 | 100,00 | 27 | 10 |  |  |
|                          |                |                |       |        |    |    |  |  |
| Inscrits                 | Inscrits       | Inscrits       | 3 254 | 100,00 |    |    |  |  |
| Abstentions              | Abstentions    | Abstentions    | 1 328 | 40,81  |    |    |  |  |
| Votants                  | Votants        | Votants        | 1 926 | 59,19  |    |    |  |  |
| Blancs et nuls           | Blancs et nuls | Blancs et nuls | 481   | 24,97  |    |    |  |  |
| Exprimés                 | Exprimés       | Exprimés       | 1 445 | 75,03  |    |    |  |  |
| * Liste du maire sortant |                |                |       |        |    |    |  |  |

### Pontarlier
- Maire sortant : Patrick Genre
- 33 sièges à pourvoir au conseil municipal (population légale 2011 : 17 998 habitants)
- 19 sièges à pourvoir au conseil communautaire (CC du Grand Pontarlier)

|                          | Patrick Genre *    | DVD            | 3 844  | 64,48  | 28 | 16 |  |  |
|                          | Jean-Yves Bouveret | PS             | 1 237  | 20,75  | 3  | 2  |  |  |
|                          | Claire Rousseau    | EELV           | 880    | 14,76  | 2  | 1  |  |  |
|                          |                    |                |        |        |    |    |  |  |
| Inscrits                 | Inscrits           | Inscrits       | 11 946 | 100,00 |    |    |  |  |
| Abstentions              | Abstentions        | Abstentions    | 5 654  | 47,33  |    |    |  |  |
| Votants                  | Votants            | Votants        | 6 292  | 52,67  |    |    |  |  |
| Blancs et nuls           | Blancs et nuls     | Blancs et nuls | 331    | 5,26   |    |    |  |  |
| Exprimés                 | Exprimés           | Exprimés       | 5 961  | 94,74  |    |    |  |  |
| * Liste du maire sortant |                    |                |        |        |    |    |  |  |

### Roche-lez-Beaupré
- Maire sortant : Stéphane Courbet
- 19 sièges à pourvoir au conseil municipal (population légale 2011 : 2 029 habitants)
- 2 sièges à pourvoir au conseil communautaire (CU Grand Besançon Métropole)

| Tête de liste            | Tête de liste      | Liste          | Premier tour | Premier tour | Second tour | Second tour | Sièges | Sièges |
| Tête de liste            | Tête de liste      | Liste          | Voix         | %            | Voix        | %           | CM     | CC     |
| ------------------------ | ------------------ | -------------- | ------------ | ------------ | ----------- | ----------- | ------ | ------ |
|                          | Jacques Krieger    | DVD            | 463          | 41,86        | 549         | 47,53       | 15     | 2      |
|                          | Stéphane Courbet * | DVD            | 392          | 35,44        | 418         | 36,19       | 3      |        |
|                          | Roland Bardey      | UMP            | 251          | 22,69        | 188         | 16,27       | 1      |        |
|                          |                    |                |              |              |             |             |        |        |
| Inscrits                 | Inscrits           | Inscrits       | 1 584        | 100,00       | 1 584       | 100,00      |        |        |
| Abstentions              | Abstentions        | Abstentions    | 430          | 27,15        | 399         | 25,19       |        |        |
| Votants                  | Votants            | Votants        | 1 154        | 72,85        | 1 185       | 74,81       |        |        |
| Blancs et nuls           | Blancs et nuls     | Blancs et nuls | 48           | 4,16         | 30          | 2,53        |        |        |
| Exprimés                 | Exprimés           | Exprimés       | 1 106        | 95,84        | 1 155       | 97,47       |        |        |
| * Liste du maire sortant |                    |                |              |              |             |             |        |        |

### Saint-Vit
- Maire sortant : Pascal Routhier
- 27 sièges à pourvoir au conseil municipal (population légale 2011 : 4 763 habitants)
- 10 sièges à pourvoir au conseil communautaire (CU Grand Besançon Métropole)

|                          | Pascal Routhier * | DVD            | 1 415 | 100,00 | 27 | 10 |  |  |
|                          |                   |                |       |        |    |    |  |  |
| Inscrits                 | Inscrits          | Inscrits       | 3 437 | 100,00 |    |    |  |  |
| Abstentions              | Abstentions       | Abstentions    | 1 648 | 47,95  |    |    |  |  |
| Votants                  | Votants           | Votants        | 1 789 | 52,05  |    |    |  |  |
| Blancs et nuls           | Blancs et nuls    | Blancs et nuls | 374   | 20,91  |    |    |  |  |
| Exprimés                 | Exprimés          | Exprimés       | 1 415 | 79,09  |    |    |  |  |
| * Liste du maire sortant |                   |                |       |        |    |    |  |  |

### Saône
- Maire sortant : Alain Viennet
- 23 sièges à pourvoir au conseil municipal (population légale 2011 : 3 301 habitants)
- 2 sièges à pourvoir au conseil communautaire (CU Grand Besançon Métropole)

|                          | Yoran Delarue   | DVG            | 961   | 61,36  | 19 | 2 |  |  |
|                          | Alain Viennet * | DVG            | 605   | 38,63  | 4  |   |  |  |
|                          |                 |                |       |        |    |   |  |  |
| Inscrits                 | Inscrits        | Inscrits       | 2 291 | 100,00 |    |   |  |  |
| Abstentions              | Abstentions     | Abstentions    | 632   | 27,59  |    |   |  |  |
| Votants                  | Votants         | Votants        | 1 659 | 72,41  |    |   |  |  |
| Blancs et nuls           | Blancs et nuls  | Blancs et nuls | 93    | 5,61   |    |   |  |  |
| Exprimés                 | Exprimés        | Exprimés       | 1 566 | 94,39  |    |   |  |  |
| * Liste du maire sortant |                 |                |       |        |    |   |  |  |

### Seloncourt
- Maire sortant : Irène Tharin
- 29 sièges à pourvoir au conseil municipal (population légale 2011 : 5 924 habitants)
- 3 sièges à pourvoir au conseil communautaire (CA Pays de Montbéliard Agglomération)

| Tête de liste            | Tête de liste    | Liste          | Premier tour | Premier tour | Second tour | Second tour | Sièges | Sièges |
| Tête de liste            | Tête de liste    | Liste          | Voix         | %            | Voix        | %           | CM     | CC     |
| ------------------------ | ---------------- | -------------- | ------------ | ------------ | ----------- | ----------- | ------ | ------ |
|                          | Irène Tharin *   | DVD            | 1 374        | 49,94        | 1 555       | 54,92       | 23     | 2      |
|                          | Christian Toitot | DVG            | 892          | 32,42        | 939         | 33,16       | 5      | 1      |
|                          | Gilles Gazzola   | DVD            | 485          | 17,62        | 337         | 11,90       | 1      |        |
|                          |                  |                |              |              |             |             |        |        |
| Inscrits                 | Inscrits         | Inscrits       | 4 368        | 100,00       | 4 368       | 100,00      |        |        |
| Abstentions              | Abstentions      | Abstentions    | 1 508        | 34,52        | 1 477       | 33,81       |        |        |
| Votants                  | Votants          | Votants        | 2 860        | 65,48        | 2 891       | 66,19       |        |        |
| Blancs et nuls           | Blancs et nuls   | Blancs et nuls | 109          | 3,81         | 60          | 2,08        |        |        |
| Exprimés                 | Exprimés         | Exprimés       | 2 751        | 96,19        | 2 831       | 97,92       |        |        |
| * Liste du maire sortant |                  |                |              |              |             |             |        |        |

### Sochaux
- Maire sortant : Albert Matocq-Grabot
- 27 sièges à pourvoir au conseil municipal (population légale 2011 : 4 027 habitants)
- 3 sièges à pourvoir au conseil communautaire (CA Pays de Montbéliard Agglomération)

| Tête de liste            | Tête de liste          | Liste          | Premier tour | Premier tour | Second tour | Second tour | Sièges | Sièges |
| Tête de liste            | Tête de liste          | Liste          | Voix         | %            | Voix        | %           | CM     | CC     |
| ------------------------ | ---------------------- | -------------- | ------------ | ------------ | ----------- | ----------- | ------ | ------ |
|                          | Albert Matocq-Grabot * | DVG            | 633          | 47,23        | 654         | 47,84       | 20     | 2      |
|                          | Hubert Ripamonti       | DVD            | 354          | 26,41        | 339         | 24,79       | 3      |        |
|                          | Jacqueline Contin      | DVG            | 353          | 26,34        | 374         | 27,35       | 4      | 1      |
|                          |                        |                |              |              |             |             |        |        |
| Inscrits                 | Inscrits               | Inscrits       | 2 271        | 100,00       | 2 271       | 100,00      |        |        |
| Abstentions              | Abstentions            | Abstentions    | 860          | 37,87        | 856         | 37,69       |        |        |
| Votants                  | Votants                | Votants        | 1 411        | 62,13        | 1 415       | 62,31       |        |        |
| Blancs et nuls           | Blancs et nuls         | Blancs et nuls | 71           | 5,03         | 48          | 3,39        |        |        |
| Exprimés                 | Exprimés               | Exprimés       | 1 340        | 94,97        | 1 367       | 96,61       |        |        |
| * Liste du maire sortant |                        |                |              |              |             |             |        |        |

### Thise
- Maire sortant : Bernard Moyse
- 23 sièges à pourvoir au conseil municipal (population légale 2011 : 3 168 habitants)
- 2 sièges à pourvoir au conseil communautaire (CU Grand Besançon Métropole)

|                | Alain Loriguet   | DVD            | 826   | 55,14  | 18 | 2 |  |  |
|                | Thibaut Hequette | SE             | 672   | 44,85  | 5  |   |  |  |
|                |                  |                |       |        |    |   |  |  |
| Inscrits       | Inscrits         | Inscrits       | 2 536 | 100,00 |    |   |  |  |
| Abstentions    | Abstentions      | Abstentions    | 895   | 35,29  |    |   |  |  |
| Votants        | Votants          | Votants        | 1 641 | 64,71  |    |   |  |  |
| Blancs et nuls | Blancs et nuls   | Blancs et nuls | 143   | 8,71   |    |   |  |  |
| Exprimés       | Exprimés         | Exprimés       | 1 498 | 91,29  |    |   |  |  |

### Valdahon
- Maire sortant : Léon Bessot
- 29 sièges à pourvoir au conseil municipal (population légale 2011 : 5 238 habitants)
- 12 sièges à pourvoir au conseil communautaire (CC des Portes du Haut-Doubs)

|                | Gérard Limat     | PS             | 1 247 | 66,68  | 25 | 10 |  |  |
|                | Michaël Billerey | UMP            | 623   | 33,31  | 4  | 2  |  |  |
|                |                  |                |       |        |    |    |  |  |
| Inscrits       | Inscrits         | Inscrits       | 3 145 | 100,00 |    |    |  |  |
| Abstentions    | Abstentions      | Abstentions    | 1 140 | 36,25  |    |    |  |  |
| Votants        | Votants          | Votants        | 2 005 | 63,75  |    |    |  |  |
| Blancs et nuls | Blancs et nuls   | Blancs et nuls | 135   | 6,73   |    |    |  |  |
| Exprimés       | Exprimés         | Exprimés       | 1 870 | 93,27  |    |    |  |  |

### Valentigney
- Maire sortant : Daniel Petitjean
- 33 sièges à pourvoir au conseil municipal (population légale 2011 : 11 155 habitants)
- 5 sièges à pourvoir au conseil communautaire (CA Pays de Montbéliard Agglomération)

| Tête de liste            | Tête de liste      | Liste          | Premier tour | Premier tour | Second tour | Second tour | Sièges | Sièges |
| Tête de liste            | Tête de liste      | Liste          | Voix         | %            | Voix        | %           | CM     | CC     |
| ------------------------ | ------------------ | -------------- | ------------ | ------------ | ----------- | ----------- | ------ | ------ |
|                          | Daniel Petitjean * | PS             | 1 644        | 47,10        | 1 863       | 48,55       | 8      | 1      |
|                          | Philippe Gautier   | DVD            | 1 512        | 43,32        | 1 974       | 51,44       | 25     | 4      |
|                          | Michel Thirode     | EXG            | 334          | 9,57         |             |             |        |        |
|                          |                    |                |              |              |             |             |        |        |
| Inscrits                 | Inscrits           | Inscrits       | 6 878        | 100,00       | 6 878       | 100,00      |        |        |
| Abstentions              | Abstentions        | Abstentions    | 3 130        | 45,51        | 2 804       | 40,77       |        |        |
| Votants                  | Votants            | Votants        | 3 748        | 54,49        | 4 074       | 59,23       |        |        |
| Blancs et nuls           | Blancs et nuls     | Blancs et nuls | 258          | 6,88         | 237         | 5,82        |        |        |
| Exprimés                 | Exprimés           | Exprimés       | 3 490        | 93,12        | 3 837       | 94,18       |        |        |
| * Liste du maire sortant |                    |                |              |              |             |             |        |        |

### Vieux-Charmont
- Maire sortant : Henri-Francis Dufour
- 23 sièges à pourvoir au conseil municipal (population légale 2011 : 2 566 habitants)
- 2 sièges à pourvoir au conseil communautaire (CA Pays de Montbéliard Agglomération)

|                          | Henri-Francis Dufour * | DVG            | 816   | 100,00 | 23 | 2 |  |  |
|                          |                        |                |       |        |    |   |  |  |
| Inscrits                 | Inscrits               | Inscrits       | 2 004 | 100,00 |    |   |  |  |
| Abstentions              | Abstentions            | Abstentions    | 886   | 44,21  |    |   |  |  |
| Votants                  | Votants                | Votants        | 1 118 | 55,79  |    |   |  |  |
| Blancs et nuls           | Blancs et nuls         | Blancs et nuls | 302   | 27,01  |    |   |  |  |
| Exprimés                 | Exprimés               | Exprimés       | 816   | 72,99  |    |   |  |  |
| * Liste du maire sortant |                        |                |       |        |    |   |  |  |

### Villers-le-Lac
- Maire sortant : Jean Bourgeois
- 27 sièges à pourvoir au conseil municipal (population légale 2011 : 4 445 habitants)
- 6 sièges à pourvoir au conseil communautaire (CC du Val de Morteau)

|                | Dominique Mollier | DVD            | 1 207 | 56,66  | 21 | 5 |  |  |
|                | Thierry Munier    | DVG            | 923   | 43,33  | 6  | 1 |  |  |
|                |                   |                |       |        |    |   |  |  |
| Inscrits       | Inscrits          | Inscrits       | 3 459 | 100,00 |    |   |  |  |
| Abstentions    | Abstentions       | Abstentions    | 1 258 | 36,37  |    |   |  |  |
| Votants        | Votants           | Votants        | 2 201 | 63,63  |    |   |  |  |
| Blancs et nuls | Blancs et nuls    | Blancs et nuls | 71    | 3,23   |    |   |  |  |
| Exprimés       | Exprimés          | Exprimés       | 2 130 | 96,77  |    |   |  |  |

### Voujeaucourt
- Maire sortant : Martine Voidey
- 23 sièges à pourvoir au conseil municipal (population légale 2011 : 3 415 habitants)
- 2 sièges à pourvoir au conseil communautaire (CA Pays de Montbéliard Agglomération)

| Tête de liste            | Tête de liste    | Liste          | Premier tour | Premier tour | Second tour | Second tour | Sièges | Sièges |
| Tête de liste            | Tête de liste    | Liste          | Voix         | %            | Voix        | %           | CM     | CC     |
| ------------------------ | ---------------- | -------------- | ------------ | ------------ | ----------- | ----------- | ------ | ------ |
|                          | Martine Voidey * | PS-PCF-EELV    | 785          | 47,46        | 829         | 50,30       | 18     | 2      |
|                          | Alain Monnien    | DVG            | 388          | 23,45        | 432         | 26,21       | 3      |        |
|                          | Pierre Hamann    | DVD            | 303          | 18,31        | 285         | 17,29       | 2      |        |
|                          | Chantal Alzingre | SE             | 178          | 10,76        | 102         | 6,18        |        |        |
|                          |                  |                |              |              |             |             |        |        |
| Inscrits                 | Inscrits         | Inscrits       | 2 450        | 100,00       | 2 450       | 100,00      |        |        |
| Abstentions              | Abstentions      | Abstentions    | 706          | 28,82        | 750         | 30,61       |        |        |
| Votants                  | Votants          | Votants        | 1 744        | 71,18        | 1 700       | 69,39       |        |        |
| Blancs et nuls           | Blancs et nuls   | Blancs et nuls | 90           | 5,16         | 52          | 3,06        |        |        |
| Exprimés                 | Exprimés         | Exprimés       | 1 654        | 94,84        | 1 648       | 96,94       |        |        |
| * Liste du maire sortant |                  |                |              |              |             |             |        |        |